# 大光寺城
大光寺城（だいこうじじょう）は、青森県平川市大光寺にあった日本の城（平城）。

## 概要
建保5年（1217年）、平賀郡岩館に相州曾我氏一族の平広忠が地頭代として入部、曾我氏を名乗る。その後、曾我氏は大光寺の本家と岩館の分家に分かれた。しかし、大光寺の本家は北朝方、岩館の分家は南朝方につき、同族での争いが始まった。
その後、戦国時代には滝本重行が入った。しかし、弘前城築城の際に破却された。また、平川市市内には高畑城や沖館城をはじめとする出城（砦）の跡が多数ある。なお、大光寺城は築城期によって大光寺古館・大光寺新城・大光寺五日市館に分かれる。
なお、大光寺城は前文にて上げた3つをまとめて記述した文献が多いため、信憑性にかける部分もある。　　　　

## 大光寺古館

### 位置
大光寺地区北・観音堂がある辺りといわれている。

### 歴史
11世紀初期、曽我道性によって築城される。
正慶2年/元弘3年（1333年）、鎌倉幕府が滅亡し、北条一族の安達高景と名越時如が逃れてくると、大光寺曾我道性はこれを受け入れたため、岩館曾我光高や、成田泰次・工藤貞行によって攻め込まれ、大光寺城から石川城、持寄城に逃れたが敗れた（大光寺合戦）。
建武の新政後も大光寺城主として生き延び、足利尊氏の命を受けた相州曾我氏と共に南朝の根城南部氏と戦い、根城まで攻め入るも敗れた。その後、根城南部氏の攻撃を受け大光寺曾我氏は滅亡した（一説には南部氏と同化したといわれている）。これにより、大光寺古館は廃城となったものと思われる。

### 構造
城は小高い丘に作られた平城。現在、畑などとなり、遺構は破壊されている。城址は保食神社周辺の東西約300メートル、南北約250メートルの三角形の範囲である。

## 大光寺五日市館

### 位置
大光寺の北西にあり、川に囲まれた土地にある。

### 歴史
大光寺曽我氏滅亡後、暦応元年/延元3年（1338年）、藤崎城城主の安東秀光は、拠点としていた十三湊が大津波に襲われたため、安東次郎左衛門秀光は大光寺の五日市館に築城（異説有り）。大光寺氏を名乗る。その後、大崎城主である奥州葛西氏分流葛西頼清が大光寺へ来て、その娘を娶ったため、応永年間（1394年-1428年）に大光寺城主になる。永享年間（1429年-1441年）に南部守行に攻められ、南部氏の支配下となった。

## 大光寺新城

### 位置
大光寺三村井にある平城。

### 歴史
大光寺（古館）が南部氏の支配下に入ると北信愛が入り、その後は滝本重行が城主となった。城下家数90軒、石高1万5,6千石（2万超とする文書もあり）を誇り、田舎館城、浅瀬石城、新屋城、尾崎城、高畑城、沖館城、乳井城、杉館、三ツ目内城を配下に置き津軽三大名の一つであった。
その後、信愛の子の北光愛が亡くなり、光愛の子・六郎と七郎は幼少で滝本重行が後見し、大光寺に残った。天正3年（1575年）夏、大浦（津軽）為信が4000人もの大軍を率いて攻めてきた。第一陣は、乳井建清、一町田信清ら700（館田口）、第二陣は小笠原信清、桜庭信正ら800（大光寺城東側）、森岡信元、兼平綱則ら旗本1000（館田林の本陣）、さらに千徳政氏、葛西治部（浪岡城、新屋城、尾崎城からの援護を遮断）を配置する大軍であった。しかし、城代滝本重行が700の手勢を率いて、本陣に切り込んだ。大浦為信は馬の足を泥田にとられるも、近習（桜田宇兵衛、または天童衛門四郎とも）の機転により辛くも窮地を脱し、堀越城に逃げ帰った。
しかし、天正4年（1576年）正月元旦、新年の祝賀中を大浦為信に奇襲され、支城の尾崎城、新屋城などと共に落城し、滝本重行は南部に逐電した。光愛の子・六郎と七郎は比内に去し、天正7年（1579年）7月、滝本重行・北畠顕則らと共に1000人の兵で津軽に侵攻した。乳井茶臼館・乳井城を奪取・沖館城を攻撃したが、城方の反撃で敗れる。その間に大浦為信は兵を集め、六羽川流域で衝突し激戦を繰り広げた。一時は為信本陣まで突入したが、六郎が討ち取られ、諸将は比内へ逐電した（六羽川合戦）。
天正10年（1582年）には、乳井館主乳井建清が城主となる。慶長4年（1599年）、津軽為信の娘婿津軽建広が城主となるが、翌年大光寺城を去る。
慶長12年（1607年）、為信の死後に起こったお家騒動（津軽騒動）の際、津軽建広らが立て篭もったが、鎮圧勢に攻略されている。
慶長15年（1610年）、弘前城築城のため破壊され、建材が利用された。また、弘前城亀甲門は、大光寺城の追手門を移築したものであり、本丸御殿の欄間は弘前の専光院に使われた。大光寺から弘前に移転した弘前市新町誓願寺の鶴亀門も大光寺城のものを移転したとの伝承が残る。その形式から江戸中期との説が一般的だが、室町時代の手法も見られることからどちらが正しいのかさだかではない。

### 構造
本丸・二の丸・北の郭・東郭・小館で構成されている。現在は、堀は埋まり、土居は崩され、宅地あるいは畑となっている。